# Yves Michel (homme politique)
Pour les articles homonymes, voir Yves Michel et Michel.
Yves Michel, né le 18 juillet 1920 à Plouescat (Finistère) et mort le 27 novembre 1983 à Brest (Finistère), est un homme politique français.

## Détail des fonctions et des mandats
Mandat parlementaire
- 27 avril 1976 - 2 avril 1978 : Député de la 5e circonscription du Finistère

Mandat local
- mars 1971 - mai 1976 : Maire de Plouescat